# M. Pokora
M. Pokora – debiutancki album francuskiego wokalisty (z polskimi korzeniami) Matta Pokory. Znajdują się na nim wyłącznie francuskojęzyczne piosenki z gatunku R&B. Znajduje się na niej piosenka dwukrotnie nagrodzona na 7th NRJ Music Awards 2006 w kategorii Francuska piosenka roku oraz Wideoklip roku – "Elle Me Controle".

## Lista utworów
1. "Saga 05"
2. "Showbiz"
3. "Elle Me Controle"
4. "Pas Sans Toi"
5. "Vie De Star"
6. "Senorita"
7. "Combien De Temps"
8. "Tourne Pas Le Dos"
9. "Parti Trop Tot"
10. "L'objet Du Desir"
11. "L'adrénaline"
12. "Au Rythme De Ma Voix"

## Listy przebojów
| Listy                           | Pozycja |
| ------------------------------- | ------- |
| Belgium (Wallonia) Albums Chart | 28      |
| French Digital Chart            | –       |
| French Albums Chart             | 21      |
| Swiss Albums Chart              | –       |